# Ashley Boettcher
Ashley Boettcher (ur. 3 września 2000 w Teksasie) – amerykańska aktorka, wystąpiła m.in. w filmie Obcy na poddaszu i serialach  Genialne dzieciaki, Zagubiona w Oz i Gortimer Gibbon's Life on Normal Street.

## Życiorys
Ashley Boettcher zaczęła grać już w wieku dwóch i pół roku; gdy miała 4 lata zaczęła brać lekcje aktorstwa, a w wieku pięciu lat zapisała się do agencji aktorskiej.

## Filmografia

### Filmy
| Rok  | Tytuł                                 | Rola              | Uwagi        |
| ---- | ------------------------------------- | ----------------- | ------------ |
| 2009 | Obcy na poddaszu                      | Hannah Pearson    |              |
| 2011 | Hania Humorek nie wyjeżdża na wakacje | Jessica Finch     |              |
| 2012 | Ernest i Celestyna                    | dodatkowe głosy   |              |
| 2015 | Yellow Day                            | dziewczynka       |              |
| 2016 | Throne of Elves                       | Liya (głos)       | ang. dubbing |
| 2019 | Tenki no ko                           | Hina Amano (głos) | ang. dubbing |

### Telewizja
| Rok       | Tytuł                                      | Rola                | Uwagi          |
| --------- | ------------------------------------------ | ------------------- | -------------- |
| 2005      | Prison Break                               |                     | 1 odc.         |
| 2006      | Las Vegas                                  |                     | 1 odc.         |
| 2011      | Taniec rządzi                              | Suzie Richman       | 1 odc.         |
| 2011      | Partners                                   | młoda Matty Scott   | film TV        |
| 2013      | Aliens in the House                        | Phoebe              | film TV        |
| 2014      | About a Boy                                | Ashley              | 1 odc.         |
| 2014      | Legenda Korry                              |                     | głos; 1 odc.   |
| 2014–2016 | Gortimer Gibbon's Life on Normal Street    | Mel                 | w gł. obsadzie |
| 2015–2018 | Zagubiona w Oz                             | Dorothy Gale (głos) | gł. rola       |
| 2016      | Summer Camp Island                         | Hedgehog (głos)     | Pilot          |
| 2017      | Code Black                                 | Olivia Jones        | 1 odc.         |
| 2018      | Alone Together                             | Jane                | 1 odc.         |
| 2018      | Get Shorty                                 | Zoe                 | 2 odc.         |
| 2019      | I Think You Should Leave with Tim Robinson | Claire              | 1 odc.         |
| 2019      | Twelve Forever                             | Gwen (głos)         | 4 odc.         |
| 2020      | Genialne dzieciaki                         | Nicole              | 10 odc.        |
| 2020      | Just Add Magic: Mystery City               | Leo’s Cousin        | 1 odc.         |